# Haagweg (Leiden)
De Haagweg is een belangrijke invalsweg tot het centrum van Leiden. De straat is naamgevend voor de wijk Haagweg-Noord in deze Nederlandse stad.
De Haagweg is een historische weg aan de zuidelijke oever van de Oude Rijn en ligt stroomafwaarts in het verlengde van het Noordeinde en de Breestraat. Van oudsher kwam de Haagweg uit op de Witte Singel en het eindpunt van de trekvaart naar Delft, voor de brug naar de Witte Poort.
Langs de Haagweg vond in het verleden veel bedrijvigheid plaats, waarvan houtzaagmolen d'Heesterboom een restant is. Naast enkele rijksmonumenten, waarvan Villa Rozenhof in het oog springt, liggen er nog diverse andere historische panden langs de Haagweg, zoals bijvoorbeeld Huize Ter Wetering, woning van Nobelprijswinnaar Heike Kamerlingh Onnes.
Vanuit de binnenstad gezien loopt de weg richting Voorschoten, waar bij landgoed Ter Wadding en de voormalige buurtschap De Vink oorspronkelijk twee routes naar Den Haag konden worden genomen: via de Rijndijk en de Wassenaarse strandwal of via de Voorschotense strandwal. Sinds de spoorverdubbeling van de spoorlijn Leiden - Den Haag begin jaren 90 is de verbinding met de Rijndijk komen te vervallen en vervangen door de Stevenshofdreef richting de Leidse wijk Stevenshof.

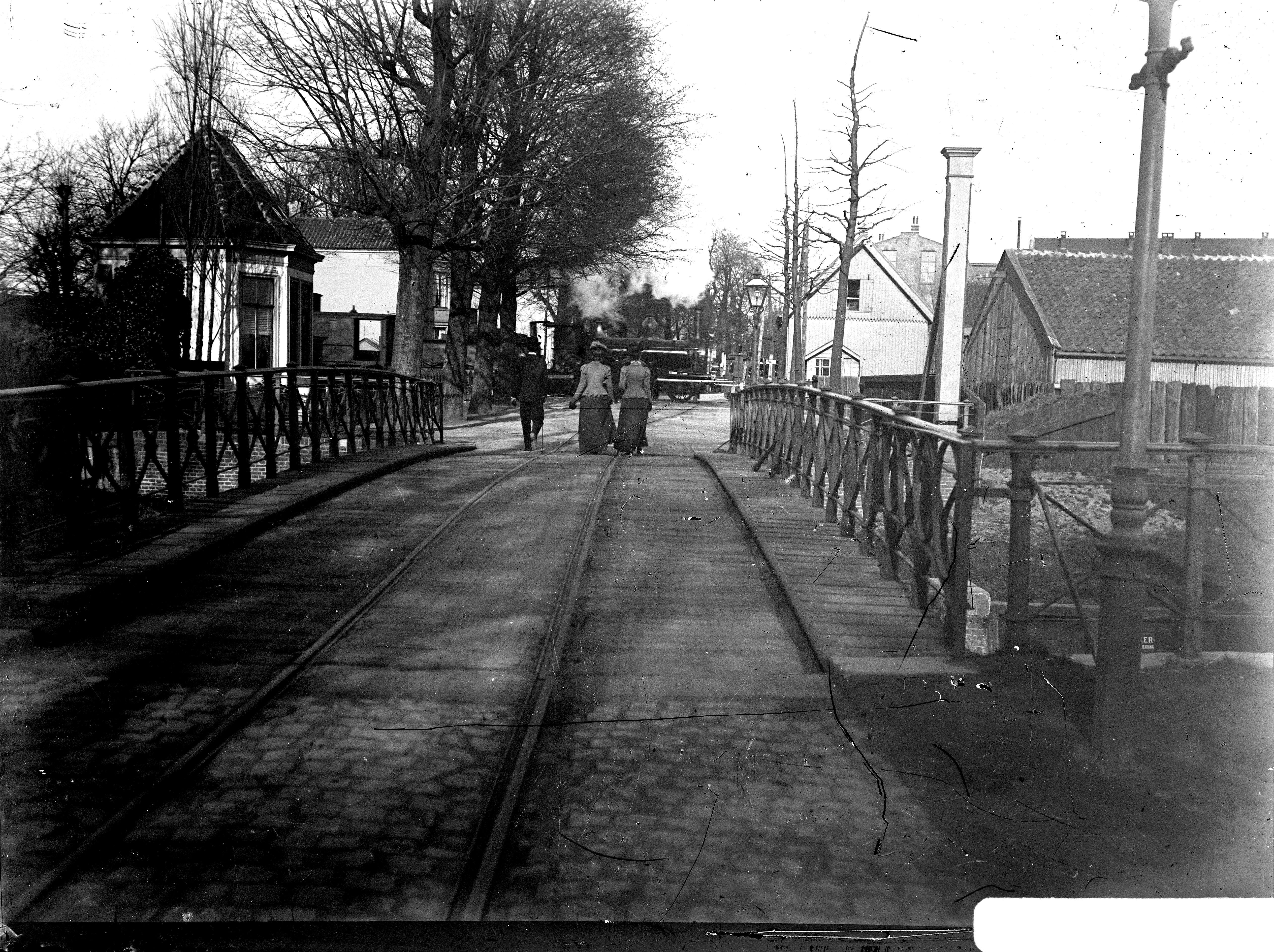
Haagweg gezien naar het noordoosten met op de voorgrond de Staatsspoorbrug met stoomtram van de Voorburgse lijn. Ca. 1904
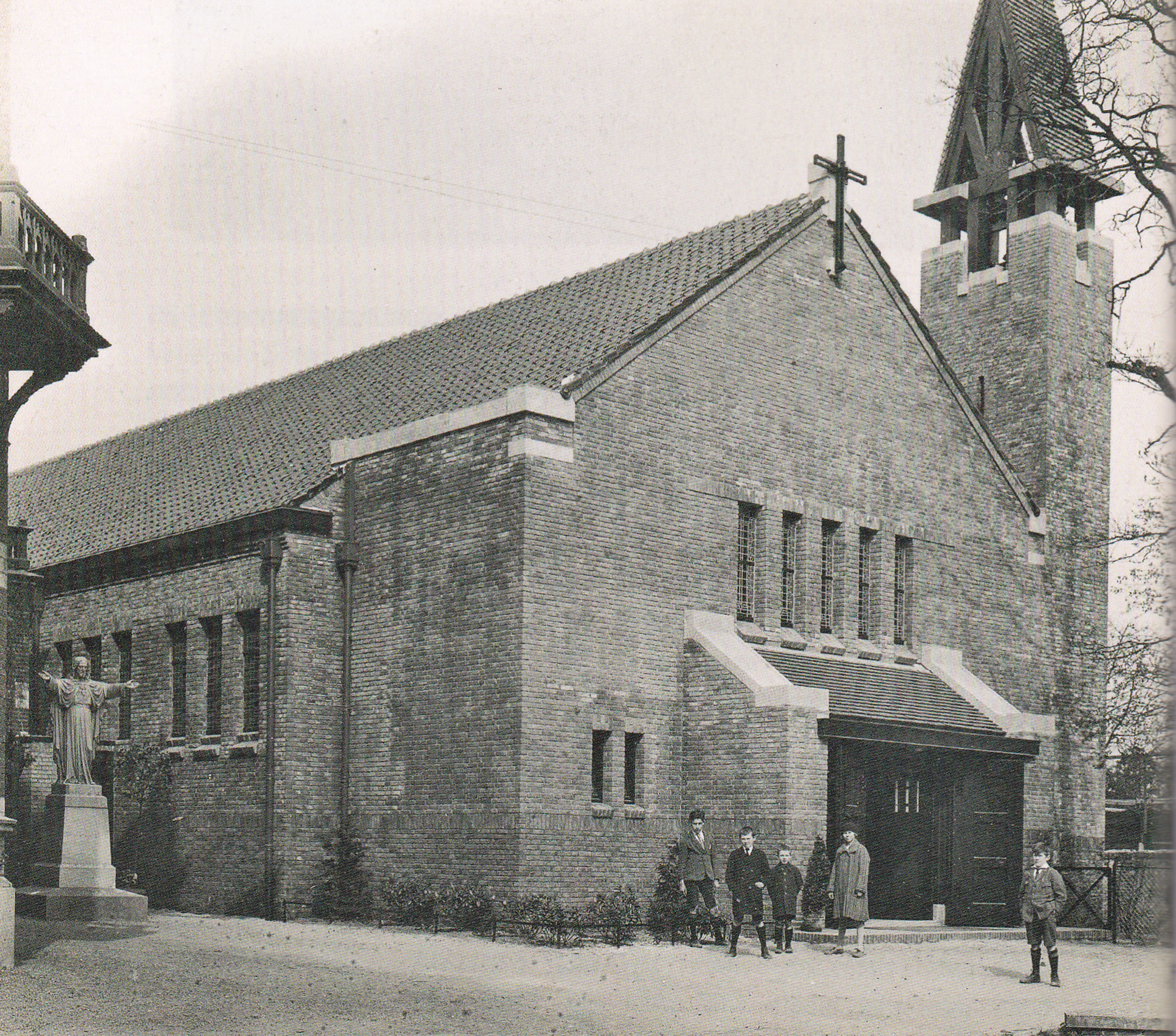
R.K. Leonarduskerk, Haagweg 13A, nog aanwezig maar niet meer als godshuis
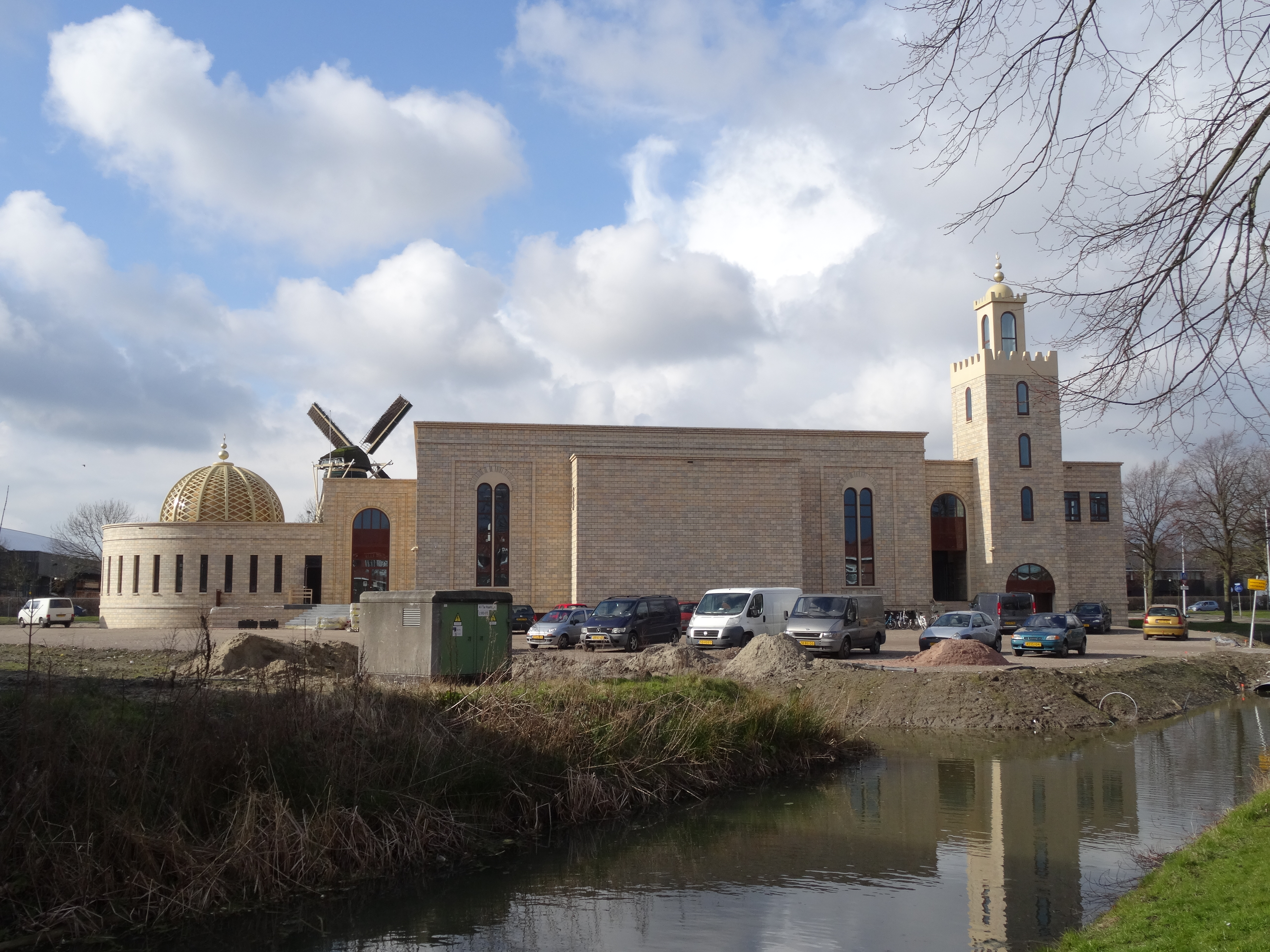
De nieuwe Al Hijra moskee in maart 2016, hoek Ter Haarkade/Haagweg